# Acantisita de l'illa de Stephens
L'acantisita de l'illa de Stephens (Traversia lyalli) és una espècie extinta d'ocell de la família dels acantisítids (Acanthisittidae) i única espècie del gènere Traversia  Rothschild, 1894.

## Distribució
En època històrica sobrevivia únicament a l'illa de Stephens, al nord de l'illa del Sud de Nova Zelanda, on es va extigir a finals del segle xix, però s'han trobat restes fòssils a varies de les illes de la regió.